# Владимир Святославич (князь рязанский)
Владимир Святославич (умер 1161) — князь Муромский в 1147—1149 и 1155—1161 годах, князь рязанский в 1153—1161 годах.

## Биография
Известен с осени 1146 года, когда пришёл на помощь Святославу Ольговичу против Изяслава Мстиславича, но вынужден был бежать из Муромо-Рязанской земли от войска последнего в Новгород-Северский. 4 апреля 1147 года князь Владимир вместе со Святославом Ольговичем, его сыном Олегом и его боярином Петром Ильичом приехал в Москву к Юрию Долгорукому. Летом того же года принял участие в походе Святослава Ольговича к Мценску.
В 1159 году муромские полки участвовали в походе войск Андрея Боголюбского в поддержку Святослава Вщижского и его дяди Изяслава Давыдовича, боровшегося в то время за киевский и черниговский престолы против смоленско-волынско-галицкой коалиции.
После смерти Владимира в 1161 году рязанский престол вновь занял его двоюродный брат Глеб Ростиславич.

## Семья
Отец: Святослав Ярославич (ум. 1145) — князь рязанский (1129—1143) и муромский (1143—1145).
Братья:
- Давыд (ум. 1147) — князь пронский (1143—1146) и рязанский (1147).
- Игорь (ум. после 1147) — князь рязанский (1148).

Сын: Юрий (ум. 19 января 1174) — князь муромский (1162—1174).